# Media Development Authority
Media Development Authority, afgekort de MDA, is een bedrijf van de overheid van Singapore om de mediasector in Singapore te promoten en te vergroten.
De MDA werd opgericht op 1 januari 2003 nadat de Singapore Broadcasting Authority (SBA), de Films and Publications Department (FPD) en de Singapore Film Commission (SFC) werden samengevoegd om één autoriteit binnen Singapore te krijgen op gebied van media-industrie.

## Classificatiesysteem
De MDA heeft een systeem om de inhoud van films en computerspellen te etiketteren. Dit systeem wordt gebruikt om te zien voor welke leeftijd het computerspel geschikt is en of het spel verkocht mag worden in Singapore.
Voorheen werd bij een spel alleen aangegeven of het spel toegestaan was of niet. Sinds de MDA ook is begonnen met films te beoordelen, is een nieuw systeem geïntroduceerd om leeftijden aan te geven. Bij films wordt R21 niet gebruikt. De eerste drie niveaus worden alleen geadviseerd, de laatste drie zijn afdwingbaar door middel van de wet.
Wanneer de film of het spel de nationale interesse of maatschappij ondermijnt, krijgt het de beoordeling "NAR" (Not allowed for all Ratings) en mag het niet verkocht worden in Singapore. Dit is echter uiterst zeldzaam.
Bij het beoordelen van films en spellen wordt er rekening mee gehouden of de film veel geweld, seks, naakte mensen, grof taalgebruik, drugs en drugsgebruik, of horror bevat.
| Naam                         | Beschrijving van inhoud |
| ---------------------------- | --- |
| G - General                  | Het spel is geschikt voor alle leeftijden.                                                                                          |
| PG - Parental Guidance       | Geschikt voor alle leeftijden, maar ouders van jonge kinderen moeten ze begeleiden.                                                 |
| PG 13 - Parental Guidance 13 | Het spel is geschikt voor kinderen van 13 jaar en ouder, maar begeleiding van ouders voor kinderen jonger dan 13 wordt geadviseerd. |
| NC16 - No Children under 16  | Het spel is geschikt voor kinderen van 16 jaar en ouder.                                                                            |
| M18 - Mature 18              | Het spel is alleen geschikt voor gebruikers boven de 18 jaar oud.                                                                   |
| R21 - Restricted 21          | Het spel is alleen geschikt voor volwassenen van boven de 21 jaar oud.                                                              |